# 达拉亚航空
达拉亚航空（英語：Deraya Air Taxi）是一间位于印度尼西亞雅加達的航空公司。主要經營印尼国内或新加坡通勤，包機，医疗运输及航空攝影服務，亦经营了一所飛行學校。达拉亚航空以西爪哇萬隆侯賽因·薩斯特拉內加拉國際機場作为樞紐机场。 印度尼西亞民航管理局將达拉亚航空评列为2级安全質量航空公司。

## 历史
达拉亚航空公司成立於1967年3月，並於1967年開始運營。由Boedihardjo集團（英語：Boedihardjo Group）全資擁有。 2005年1月达拉亚航空首次交付肖特360。

## 航点
达拉亚航空提供以下航点的航空服务（截至2006年）：
 印度尼西亞
- 有三个航点设置于爪哇岛
  - 萬隆 – 侯賽因·薩斯特拉內加拉國際機場 枢纽机场
  - 雅加達 – 哈利姆·珀達納庫蘇馬國際機場 主要基地
  - 三寶瓏 – 艾哈迈德·雅尼国际机场（英語：Achmad Yani International Airport）
- 有两个航点设置于加里曼丹
  - 帕朗卡拉亞 – 吉利里乌机场
  - 龐卡蘭布翁 – 伊斯坎达尔机场（英語：Iskandar Airport）
- 有五个航点设置于西巴布亞 和 摩鹿加群島
  - 安汶 – 巴蒂穆拉國際機場
  - 巴博 – 巴博機場
  - 布拉 – 布拉機場（英語：Bula Airport）
  - 凯马纳 – 凯马纳机场
  - 索龙 – 多米尼克愛德華·奧索機場
- 有五个航点设置于蘇門答臘
  - 巴淡 – 韓那丁國際機場
  - 盧布林高 – 盧布林高機場（英語：
  - 馬塔克 – 馬塔克機場（英語：Matak Airport）
  - 巨港 – 苏丹马赫穆德·巴达鲁丁二世国际机场（英語：Sultan Mahmud Badaruddin II Airport）
  - 邦加檳港 – 德帕蒂·阿米尔机场

以及 新加坡的實里達機場

## 機隊
达拉亚航空機隊包括以下飛機（截至2017年8月）：
- 2架英國宇航BAe ATP

機隊亦包括（截至2014年8月）：
- 2架印尼航太C-212運輸機（英語：CASA C-212 Aviocar）
- 2架肖特兄弟肖特330-100
- 2架肖特兄弟肖特360-300
- 1架肖特兄弟Shorts SC-7 Skyvan
- 1架英國宇航BAe ATP改良

## 外部链结
- 官方网站